# Gustaf Otto Rosenberg
Gustaf Otto Rosenberg, född 9 juni 1872 i Göteborg, död 30 november 1948, var en svensk botaniker; son till Johan Olof Rosenberg.
Rosenberg studerade i Uppsala, Stockholm och Bonn, blev filosofie kandidat vid Uppsala universitet 1895, filosofie doktor i Bonn 1899, docent i botanik vid Stockholms högskola samma år, laborator i botanik 1904 och professor i växtanatomi och cellära 1911 vid samma högskola.
Rosenbergs skrifter behandlar till största delen ämnen inom cytologin och embryologin. Genom flera förtjänstfulla undersökningar, till exempel över prokromosomerna och aposporin, dokumenterade han sig som en mycket framstående forskare på dessa områden. Han valdes 1917 till ledamot av Vetenskapsakademien och 1925 till ledamot av danska Videnskabernes Selskab.

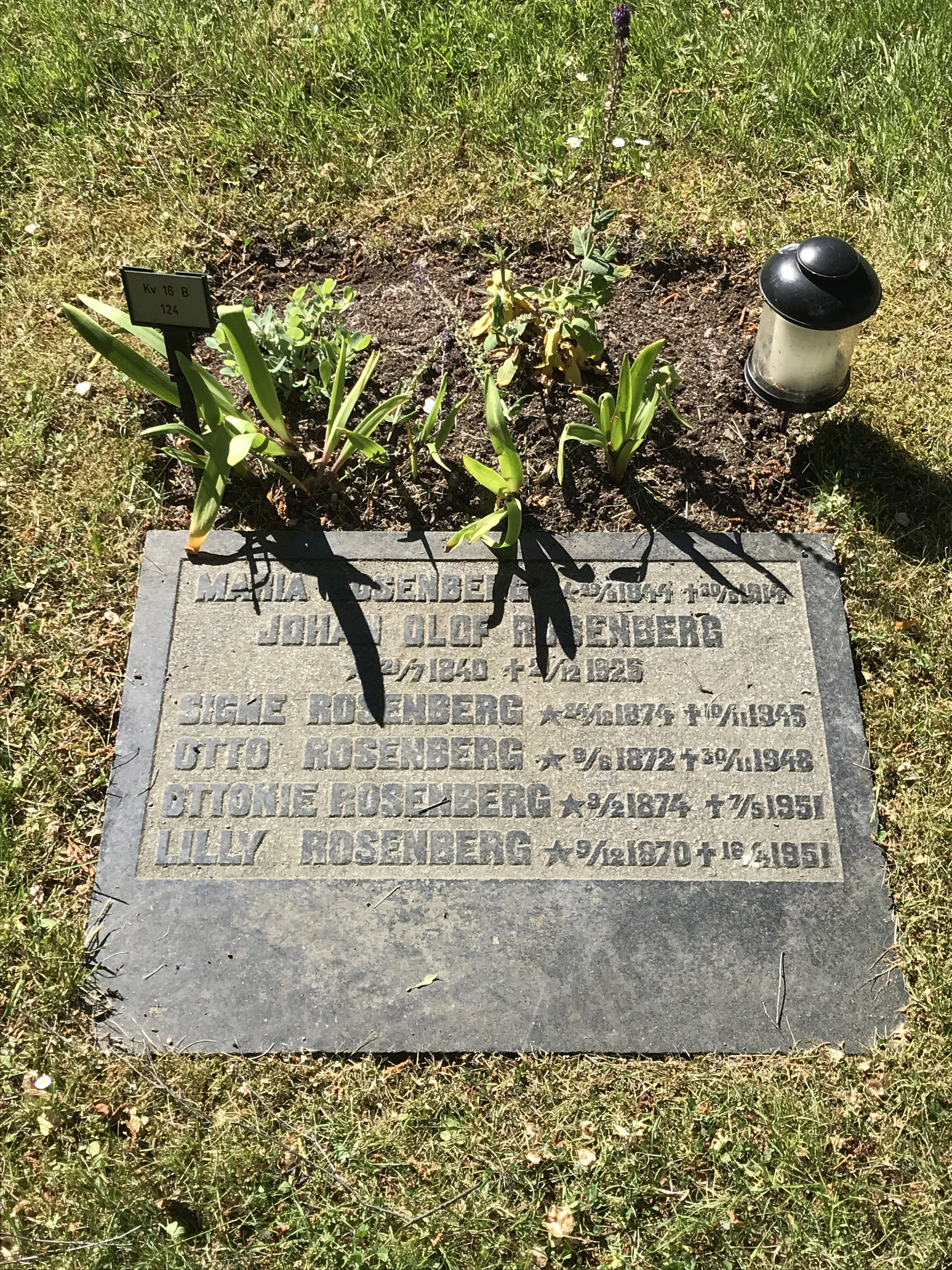
Gravvård Norra begravningsplatsen

Rosenberg blev kommendör av Kungl. Nordstjärneorden 22 november 1932 (riddare 1921).